# نورك (لباس)
النَوْرَك أو البَرْكَة هو نوعٌ من المعاطف ذات الغطاء، وغالبًا ما تُبَطَّنُ بالفراء أو الفراء الصناعي. النَوْرَك ملبس أساسي في ملابس الإنويت، المصنوعة تقليدياً من جلد الرنة أو الفقمة. تُلبَس عند الصيد والتجديف بالقوارب في القطب الشمالي المتجمد، وتُطْلى بعض أنواعها بزيت السمك كل حينٍ للاحتفاظ بمقاومتها للماء.

## معرض صور

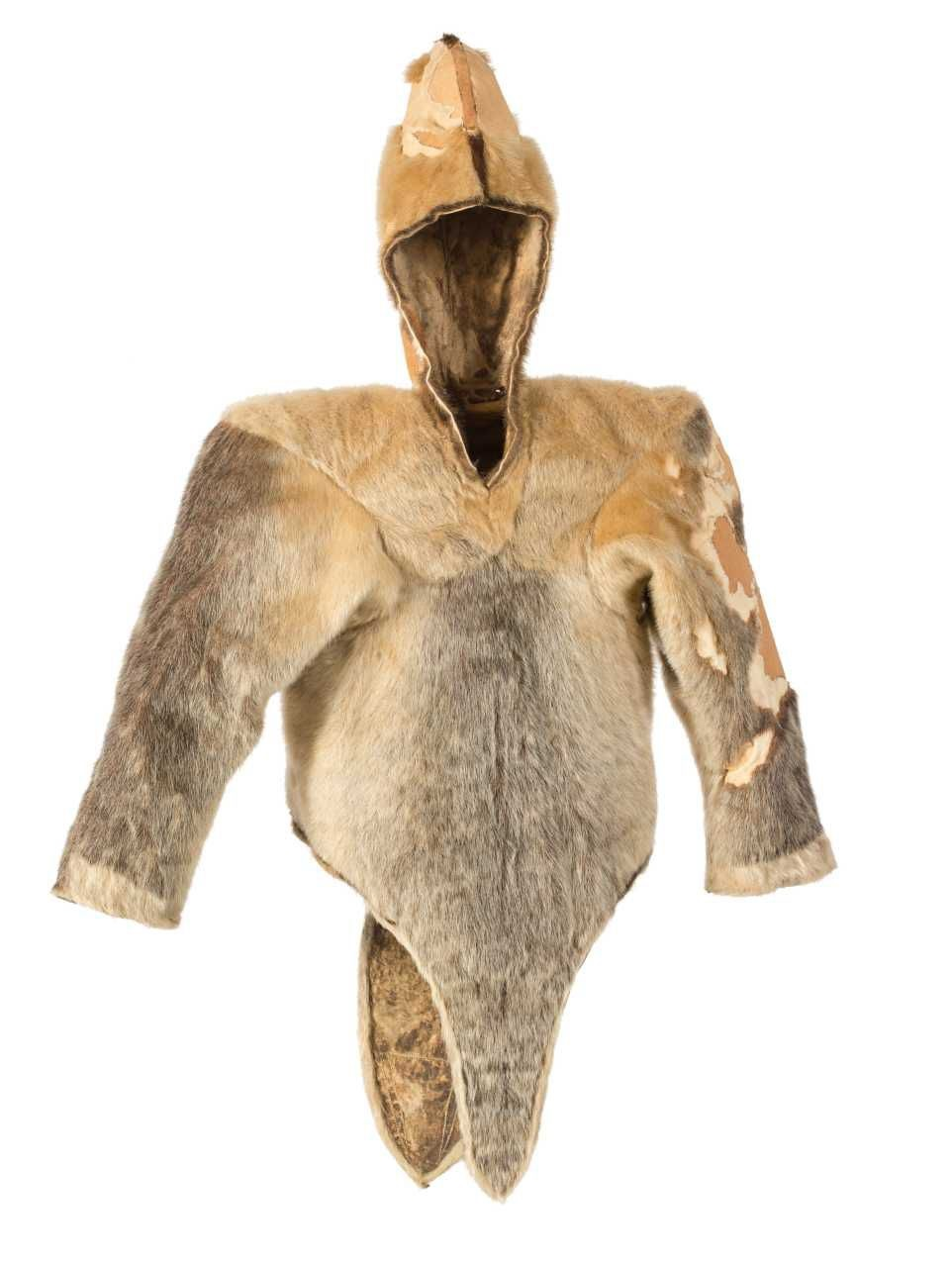
نورك من جلد الفقمة لمرأة في كيلاكيتسوق عام 1972، ويرجع تاريخها إلى ق. 1475.
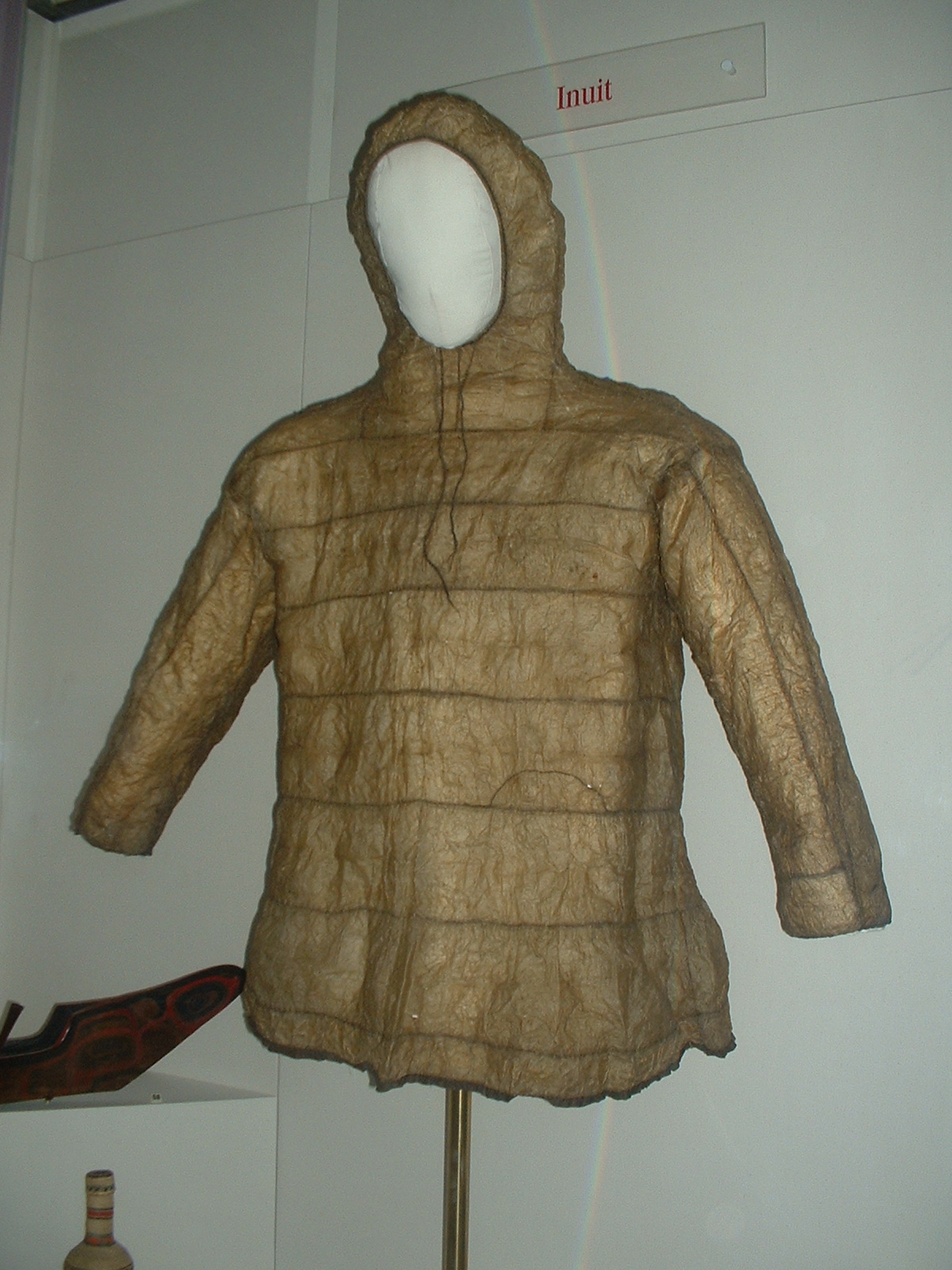
نورك تقليدي إنويتي مصنوع من جلد الغزال.
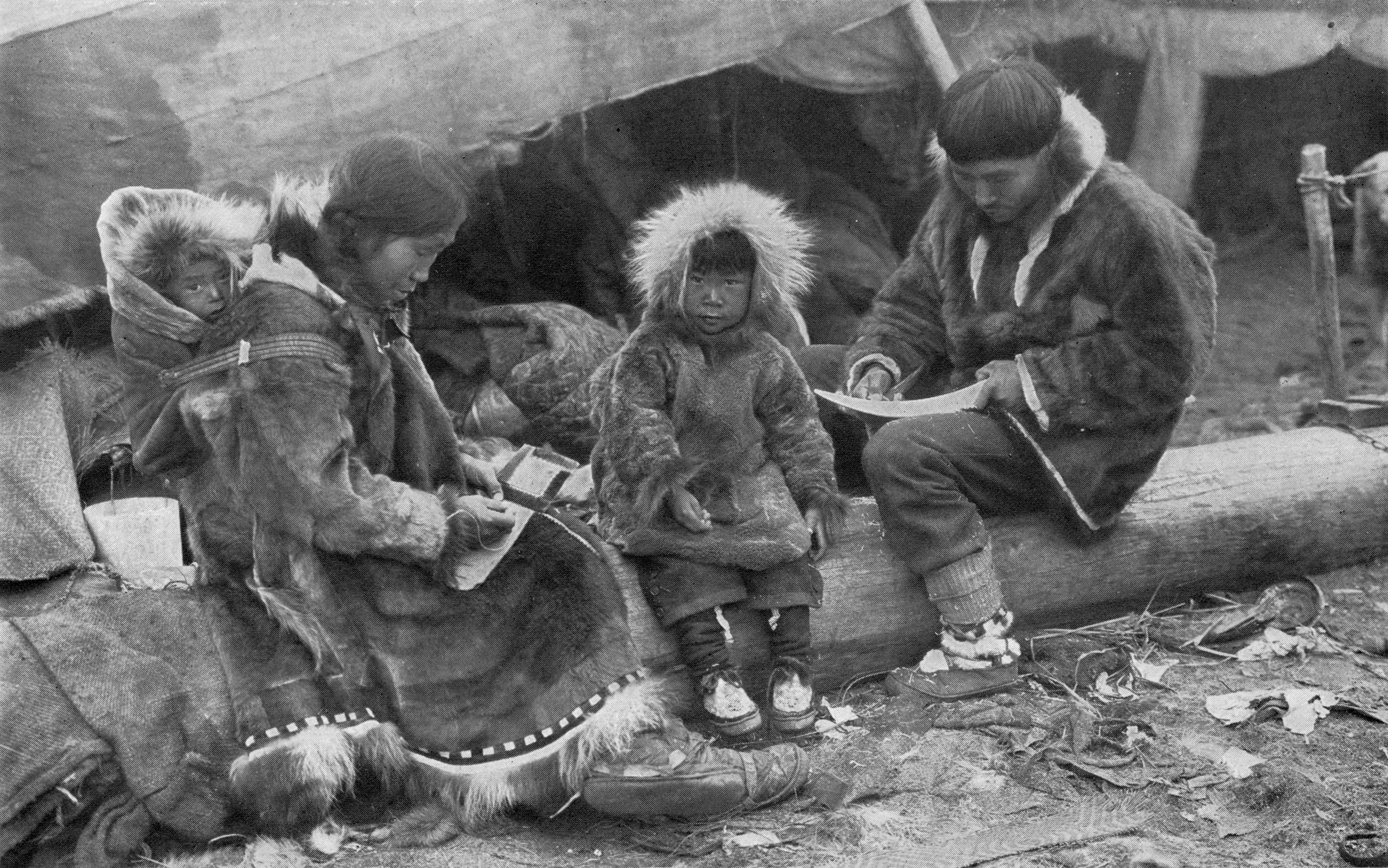
عائلة من الإنويت مرتدية نوارك الرنة تقليدية.